# Torremocha de Jadraque
Torremocha de Jadraque es un municipio y localidad española de la provincia de Guadalajara, en la comunidad autónoma de Castilla-La Mancha.  El término municipal tiene una población de 23 habitantes (INE 2024).

## Geografía
Linda con los términos municipales de Pinilla de Jadraque, Medranda, Cendejas de Padrastro, Pálmaces de Jadraque y Negredo. Buena parte del término está ocupado por cultivos cerealistas salvo las zonas más abruptas donde están presentes bosquetes de quejigo y encina. 

## Historia
A mediados del siglo XIX, el lugar tenía contabilizada una población de 183 habitantes. Aparece descrito en el decimoquinto volumen del Diccionario geográfico-estadístico-histórico de España y sus posesiones de Ultramar de Pascual Madoz de la siguiente manera:

TORREMOCHA DE JADRAQUE ó DE LAS MONJAS: l. con ayunt. en la prov. de Guadalajara (8 leg.). part. jud. y dióc. de Sigüenza (5), aud. terr. de Madrid (18), c. g. de Castilla la Nueva: sit. en un valle entre 2 cerros y combatido principalmente por los vientos N. y O.; su clima es frio y las enfermedades mas comunes afecciones al pecho: tiene 52 casas; la consistorial; un pósito nacional; escuela de instruccion primaria frecuentada por 22 alumnos de ambos sexos, dotada con 30 fan. de trigo; una igl. parr. (San Miguel Arcángel); para el surtido del vecindario hay un pozo de finas aguas. térm.: confina con los de Palmaces, Padrastro, Negredo, Pinilla y Medranda: dentro de él se encuentra una ermita (la Soledad): el terreno en su mayor parte es de inferior calidad; comprende 2 montes poblados de roble y mata baja con alguna encina. caminos: los que dirigen á los pueblos limítrofes. correo: se recibe y despacha en la estafeta de Jadraque. prod.: trigo, cebada, centeno, avena, legumbres, leñas de combustible y yerbas de pasto, con las que se mantiene ganado lanar y las yuntas necesarias para la agricultura. pobl.: 43 vec., 183 alm. cap. prod.: 1.577,500 rs. imp.: 63,100. contr.: 3,524.
(Madoz, 1849, p. 94)

En el término municipal hay una estación de anillamiento de aves inaugurada en los años 1980.

## Demografía
Torremocha de Jadraque cuenta con una población de 23 habitantes (INE 2024).
| Gráfica de evolución demográfica de Torremocha de Jadraque entre 1842 y 2021                                        |
| |
| Población de derecho según los censos de población del INE Población de hecho según los censos de población del INE |

| 11            | 18 | 17 | 19 | 30 | 27 |
| (Fuente: INE) |    |    |    |    |    |

## Patrimonio
Iglesia bajo la advocación de San Miguel Arcángel, del siglo XII.